# Jacek Strychalski
Jacek Strychalski (ur. 6 marca 1962 w Warszawie) – polski lekkoatleta, specjalizujący się w rzucie dyskiem.

## Osiągnięcia
Dwukrotny mistrz Polski. Czołowy polski dyskobol lat 90. XX wieku. Startował w barwach warszawskiej Legii.

## Rekordy życiowe
- rzut dyskiem – 62,54 m (8 czerwca 1986, Warszawa[1]) – 16. wynik w historii polskiej lekkoatletyki

W Sopocie 21 maja 1985 uzyskał wynik 62,66 m lecz nie może on zostać uznany za oficjalny ze względu na użycie zbyt lekkiego sprzętu - dysk ważył mniej niż wymagane regulaminem 2,0 kg.